# Boletina joosti
Boletina joosti är en tvåvingeart som beskrevs av Eberhard Plassmann 1987. Boletina joosti ingår i släktet Boletina och familjen svampmyggor. Inga underarter finns listade i Catalogue of Life.